# Parthenicus rubrosignatus
Parthenicus rubrosignatus är en insektsart som beskrevs av Knight 1968. Parthenicus rubrosignatus ingår i släktet Parthenicus och familjen ängsskinnbaggar. Inga underarter finns listade i Catalogue of Life.